# ベーネ・ヴァジエンナ
ベーネ・ヴァジエンナ（伊: Bene Vagienna）は、イタリア共和国ピエモンテ州クーネオ県にある、人口約3,700人の基礎自治体（コムーネ）。

## 地理

### 位置・広がり

#### 隣接コムーネ
隣接するコムーネは以下の通り。
- カッル
- フォッサーノ
- レークイオ・ターナロ
- マリアーノ・アルピ
- ナルゾーレ
- ピオッツォ
- サルムール
- トリニタ

## 行政

### 分離集落
ベーネ・ヴァジエンナには、以下の分離集落（フラツィオーネ）がある。
- Buretto, Gorra, Isola, Podio, Prà, Roncaglia, San Bernardo, San Luigi, Santo Stefano